# Oratorio di San Rocco (Bonassola)
L'oratorio di San Rocco è un luogo di culto cattolico situato nella frazione di Montaretto nel comune di Bonassola, in provincia della Spezia.

## Storia e descrizione

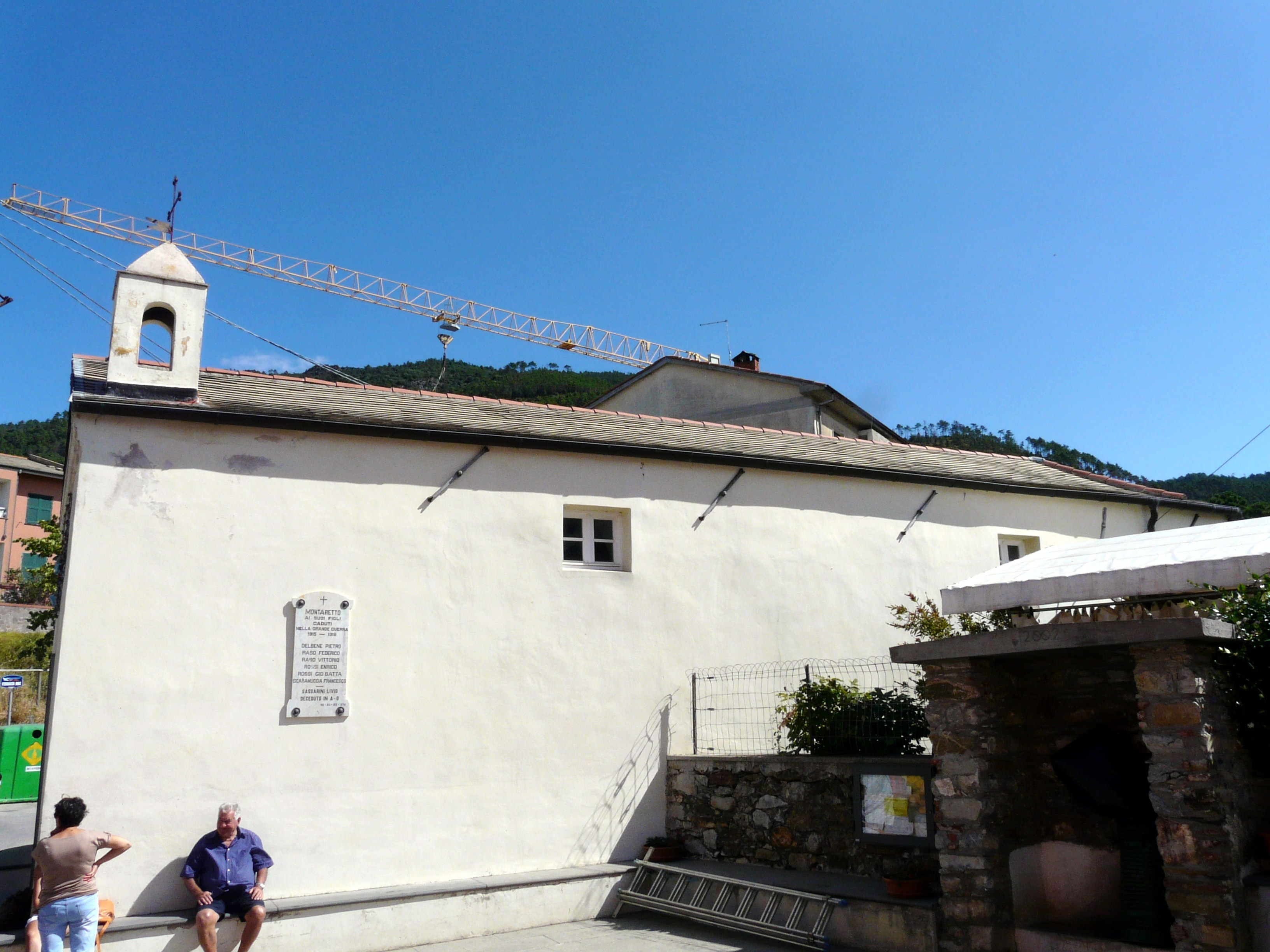
L'oratorio dalla piazza

Si trova all'inizio della parte antica del borgo ed è di forme molto semplici; la struttura è internamente ad aula, chiusa da un'abside semicircolare. Sulla facciata si possono notare delle finte lesene dipinte, probabilmente d'epoca relativamente recente, così come la panchina in muratura, interrotta dal portale.
Originariamente la chiesa era la sede della confraternita di San Rocco, ove gli associati si riunivano tutte le domeniche per pregare vestiti con cappe bianche. La confraternita, regolata da statuti molto antichi, offriva assistenza agli ammalati e si occupava dei festeggiamenti in occasione della festa del santo patrono.
All'interno della chiesa si può notare un solo altare in muratura e due statue del santo titolare: una in legno su cassa processionale e l'altra in marmo bianco sull'altare.
Nelle vicinanze dell'oratorio si trovava anche un ricovero destinato ai poveri e ai pellegrini, mantenuto in parte dalla stessa confraternita. Questo ospitale restò operativo probabilmente sino alla metà del XX secolo e fino all'inizio del Seicento poteva vantare un ospitaliere che offriva aiuto ai pellegrini e amministrava i beni dell'opera pia.